# Cusy

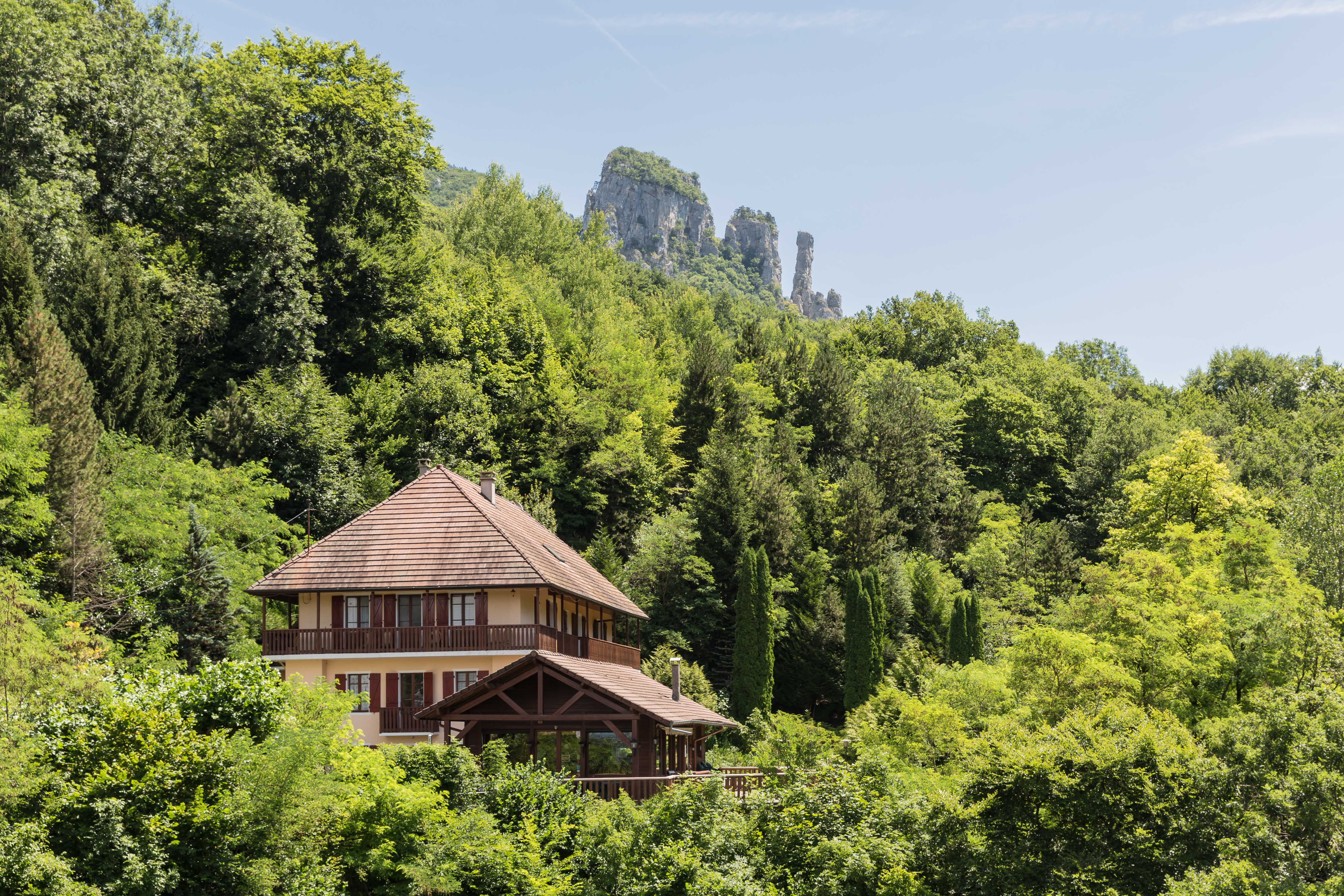

Cusy är en kommun i departementet Haute-Savoie i regionen Auvergne-Rhône-Alpes i sydöstra Frankrike. Kommunen ligger i kantonen Alby-sur-Chéran som tillhör arrondissementet Annecy. År 2022 hade Cusy 1 855 invånare.

## Befolkningsutveckling
Antalet invånare i kommunen Cusy
| Referens: INSEE |